# Вулиця Архітектора Вербицького
Ву́лиця Архіте́ктора Верби́цького — вулиця в Дарницькому районі міста Києва, житловий масив Харківський. Пролягає від Харківського шосе до Тростянецької вулиці.
Прилучаються вулиці Горлівська, Володимира Рибака, Братства тарасівців.

## Історія
Вулиця виникла в 80-ті роки XX століття під назвою Нова та фактично пролягла трасою ліквідованої вулиці Чебишова. Сучасна назва на честь українського архітектора Олександра Вербицького — з 1983 року. Відрізок між Харківським шосе та універсамом (місце колишнього перетину з Кам'янською вулицею) до 1984 року був частиною Грузинської вулиці. Теперішньої довжини вулиця Архітектора Вербицького набула у 1986 році. 

## Установи та заклади

### Навчальні заклади

#### Дошкільні, середні та позашкільні
- буд. № 8-Б — Школа — дитячий садок І ступеня «Світозар»;
- буд. № 17-Б — Навчальний заклад № 773 санаторного типу для дітей від батьків, що постраждали внаслідок аварії на ЧАЕС з паталогією верхніх дихальних шляхів;
- буд. № 24-В — Спеціалізована школа «Тріумф».

#### Шкільні заклади
- буд. № 7 — Гімназія № 261;
- буд. № 7-А — Гімназія № 267;

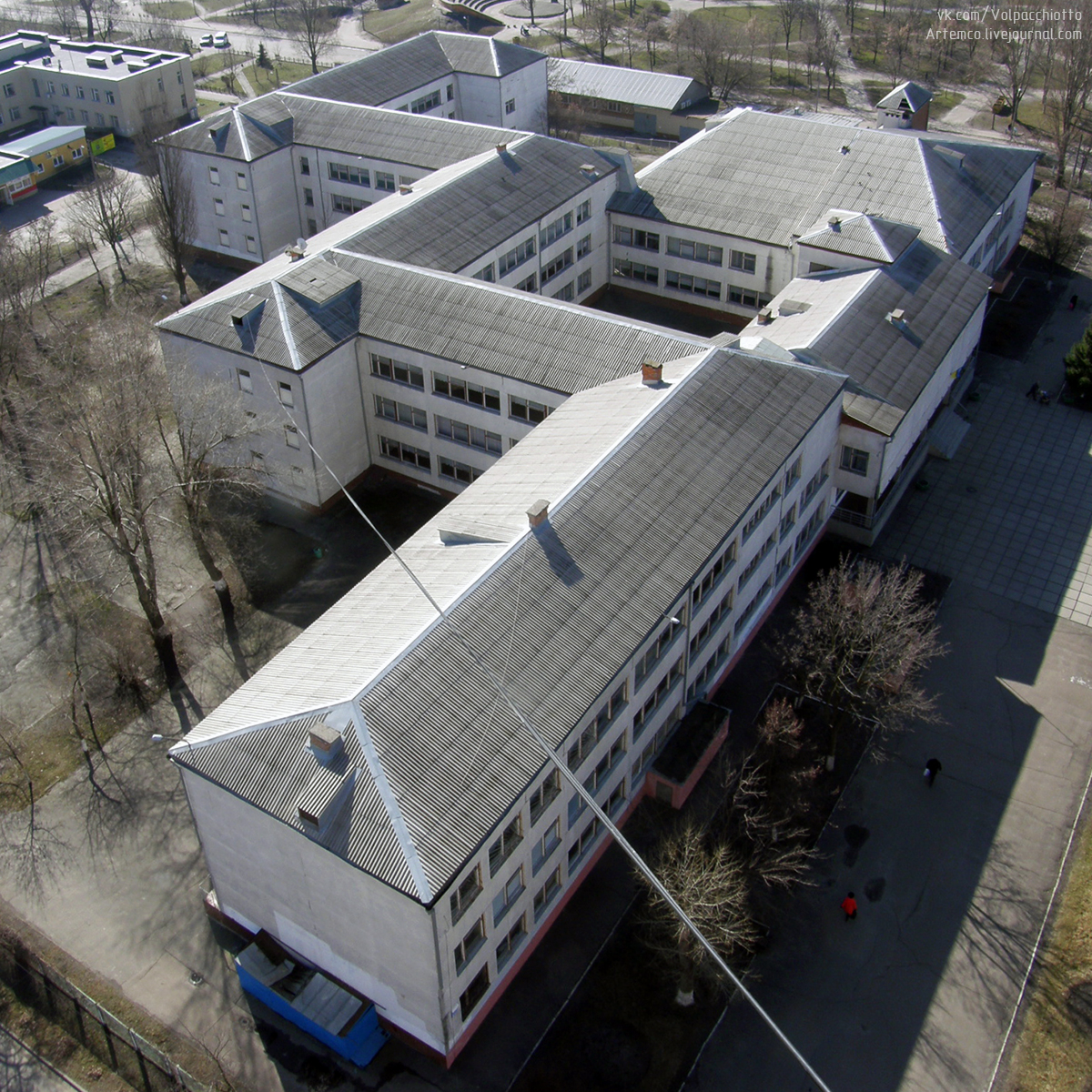
№ 7 – гімназія № 261

- буд. № 14-Г — Середня загальноосвітня школа І-ІІІ ступенів № 266;
- буд. № 26-В — Середня загальноосвітня школа з поглибленим вивченням природничо-математичного циклу № 255;
- буд. № 26-Г — Гімназія № 237.

### Установи
- № 3г — Свято-Ольгинський собор
- № 3б — Стоматологічна поліклініка;
- № 5 — Центральна районна поліклініка Дарницького району;
- № 18 — Аптека № 62.

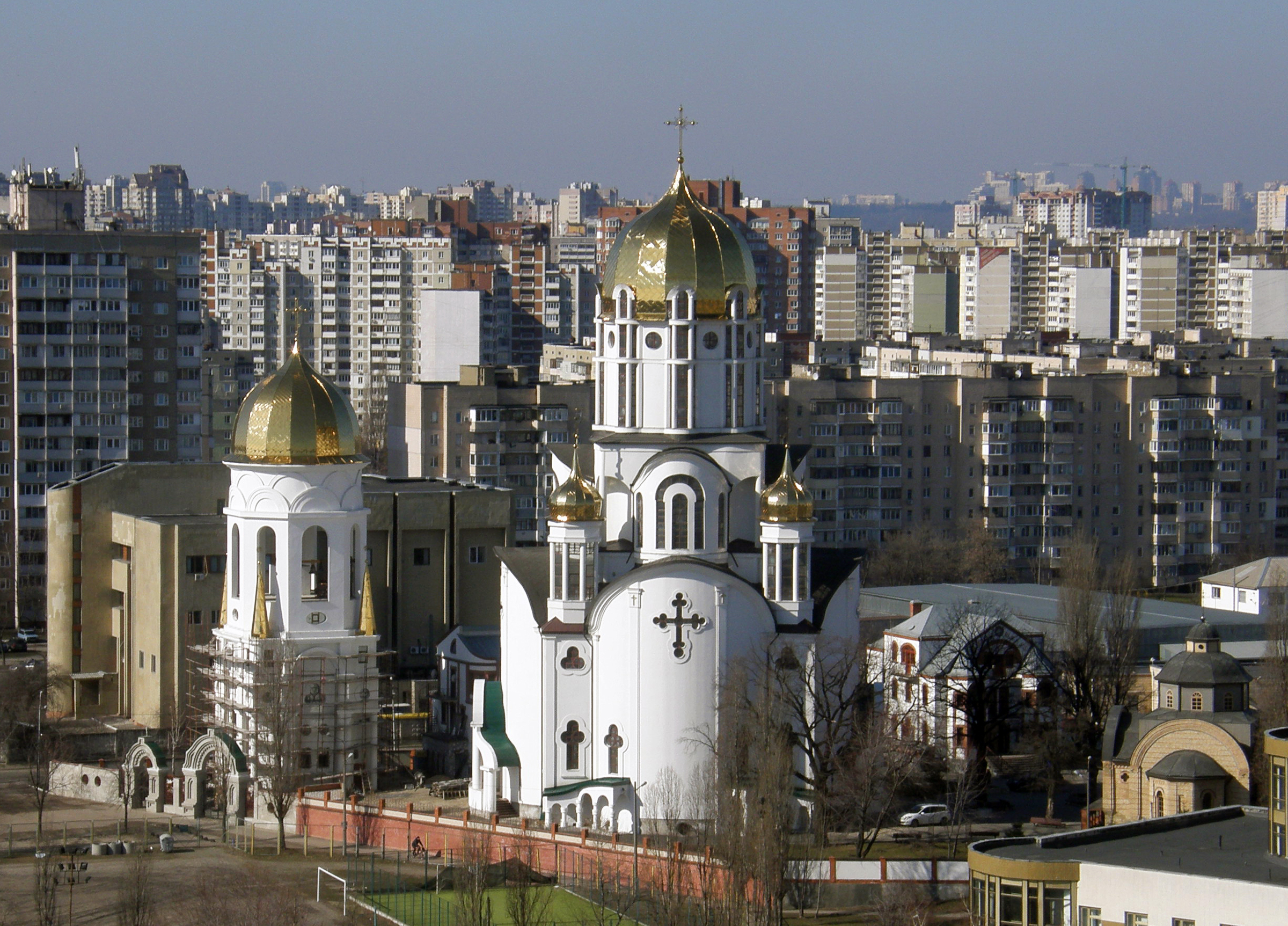
№ 3г — собор Св. Ольги
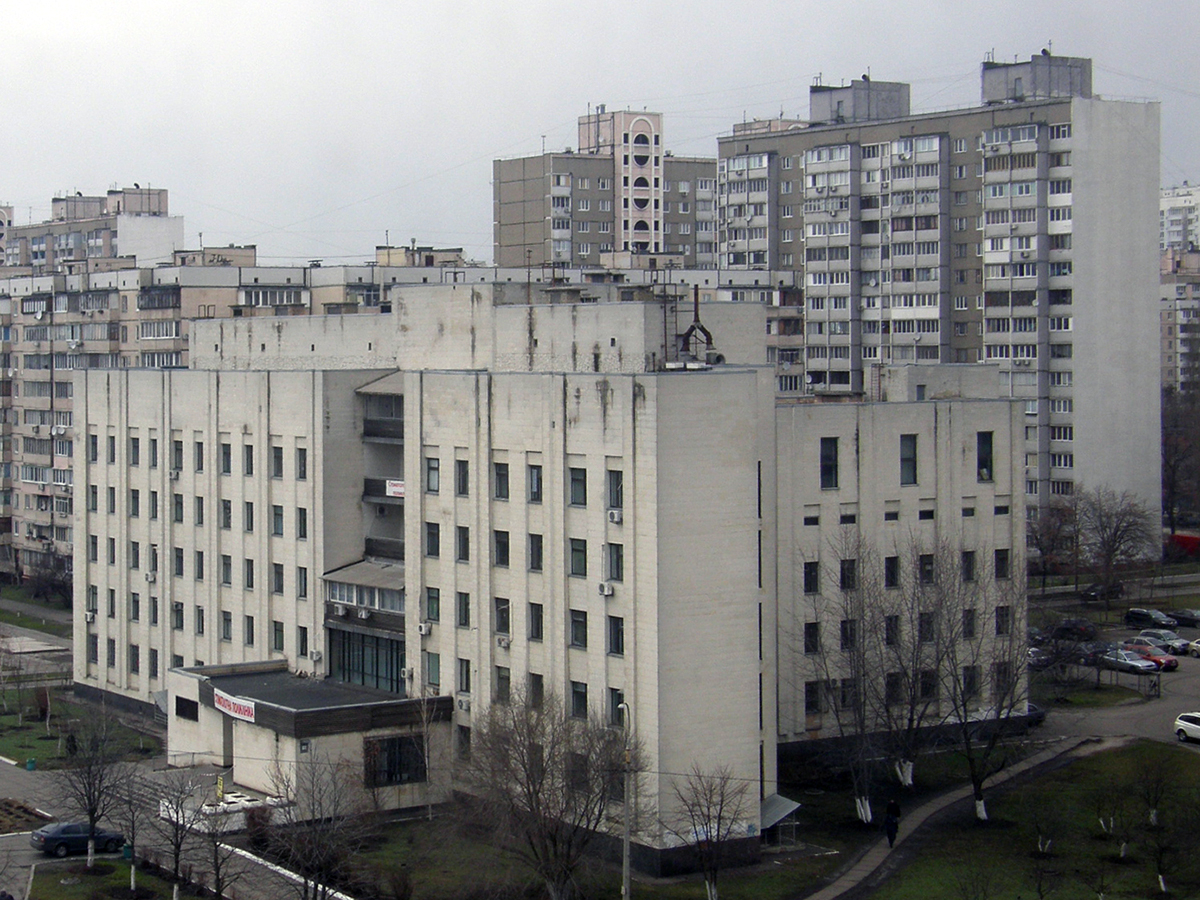
№ 3б – Дарницька районна стоматологія
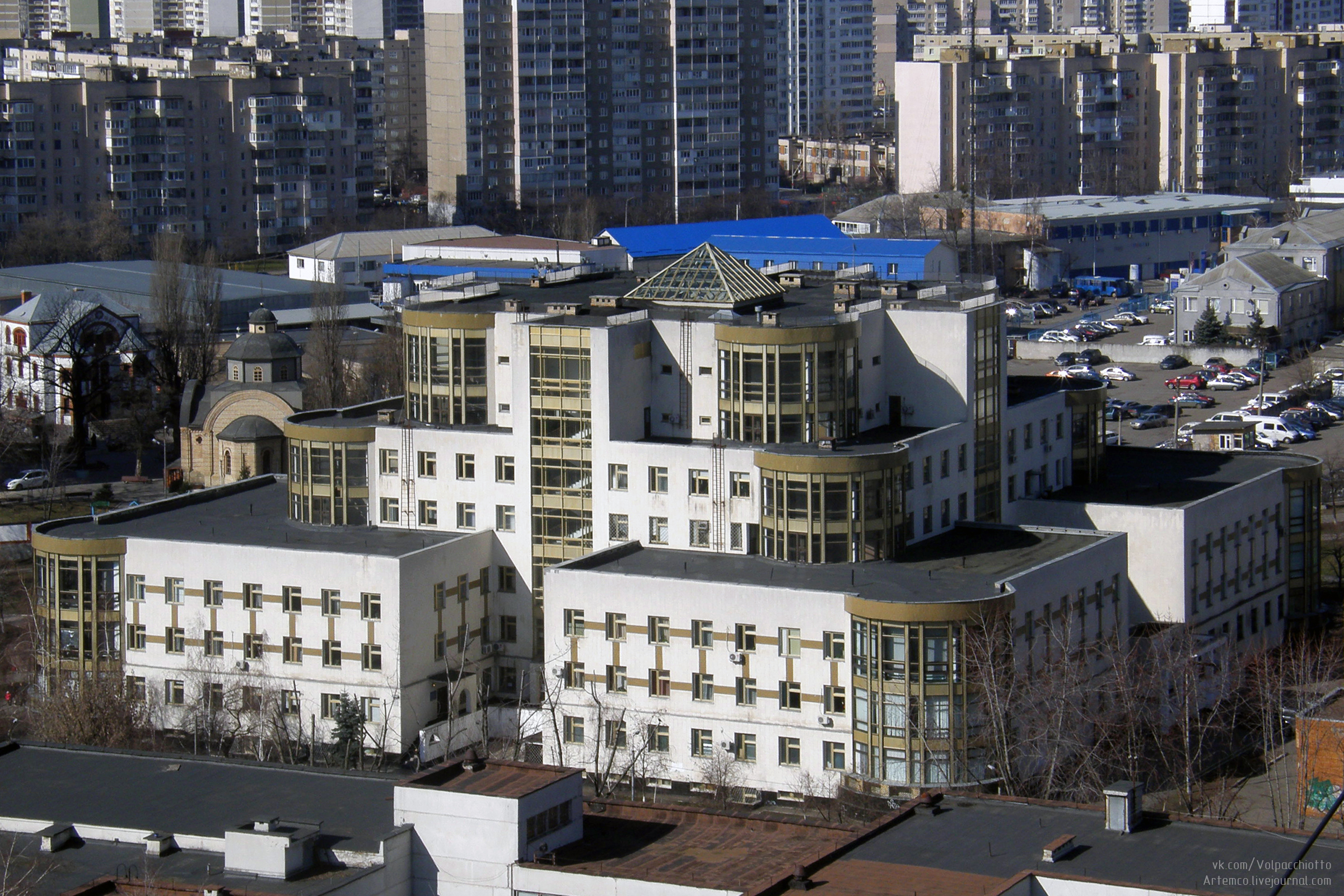
№ 5 – Центральна поліклініка Дарницького району

## Громадський транспорт
Маршрути автобусів (дані на 2015 рік)
№ 45: Ст. м. «Харківська» — Ст. м. «Дарниця»;
№ 104: Ст. м. «Харківська» — ФАП Бортничі;
№ 108: вул. Андрія Аболмасова — Ст. м. «Харківська».
Маршрути маршрутних таксі (дані на 2011 рік)
№ 543 (А 10): Ст. м. «Харківська» — Овочева база м-ну Бортничі;
№ 225 (А 45): Ст. м. «Харківська» — Ст. м. «Дарниця»;
№ 407: вул. Бориса Гмирі — Дарницький вокзал;
№ 487: Ст. м. «Харківська» — вул. Ремонтна;
№ 599: Ст. м. «Харківська» — пл. Пантелеймона Куліша.